# آپوکوتی
آپوکوتی (انگلیسی: Appukutty؛ زادهٔ ۲۲ اوت ۱۹۸۴) هنرپیشه اهل هند است. وی از سال ۱۹۹۴ میلادی تاکنون مشغول فعالیت بوده‌است. وی در سال ۲۰۱۱ برنده جایزه ملی فیلم بهترین بازیگر نقش مکمل مرد است.
او در فیلم پسر تامیلی دوست‌داشتنی، شهر مدرس، ماریان و غرش ببر بازی کرده‌است.